# Hind Rostom

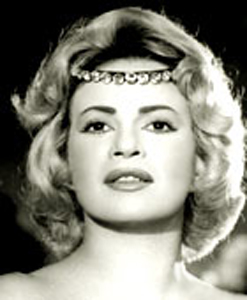
Hind Rostom (1965)

Hind Rostom (anhörenⓘ arabisch هند رستم, DMG Hind Rustum; * 11. November 1929, nach anderen Quellen 1931 oder 1933, als Nariman Hussein Murad (arabisch ناريمان حسين مراد, DMG Nārīmān Ḥusayn Murād) in Alexandria; † 8. August 2011 in Gizeh) war eine ägyptische Filmschauspielerin.

## Leben
Rostom wurde als Nariman Hussein Murad in Alexandria geboren. Ihr Vater stammte aus der ägyptisch-türkischen Mittelschicht, ihre Mutter aus einer alten, aber verarmten ägyptischen Familie. Ihre Eltern trennten sich kurz nach ihrer Geburt. Ihre Mutter heiratete wieder und Rostom lebte zeitweise bei ihrer Mutter und ihrem Stiefvater in Alexandria. Im Alter von neun Jahren riss Rostom von zu Hause aus, zog zu ihrem Vater nach Kairo und lebte im Haushalt ihres Vaters und dessen zweiter Frau, die Rostom jedoch nicht im Haushalt haben wollte. Sie war deshalb die meiste Zeit in ihrer Jugend in ägyptischen Internatsschulen. Später lebte sie bei ihrer mittlerweile zum zweiten Mal geschiedenen, alleinstehenden Mutter in einem Armenviertel von Kairo. Schon früh hatte sie den Wunsch, Schauspielerin zu werden. Ihre Idole waren die US-amerikanische Filmschauspielerin Rita Hayworth und die ägyptische Bauchtänzerin Tahiyya Kariokka.
Zwischen 1947 und 1954 spielte sie als Statistin und Komparsin in über zwanzig Filmen, unter anderem 1949 in Ghazal El Banat (غزل البنات) von Anwar Wagdi und 1950 in dem Regie-Debüt von Youssef Chahine, Baba Amin (بابا أمين, DMG Bābā Amīn). Ihre erste Sprechrolle hatte sie 1954 in der Filmkomödie El sittat maarfoush yiktibu von Mohamed Abdel Gawad.
Ihr Durchbruch als Filmschauspielerin gelang ihr mit der Rolle in dem Melodram El Gassad von Hassan al-Imam (1919–1988). In diesem Film verkörperte sie erstmals den Rollentypus, dem sie im Verlauf ihre weiteren Karriere hauptsächlich treu blieb: die attraktive, ehrgeizige Verführerin, die ihre Sexualität, ihre erotische Ausstrahlung, Witz und Intelligenz einsetzt, um ihre Ziele zu erreichen. Rostom schuf damit einen neuen Typus weiblicher Rollenfiguren im ägyptischen Kino; der weibliche Archetypus des frühen ägyptischen Kinos wurde abgelöst durch die selbstbestimmte Frau, die zu ihren Gefühlen steht. Aufgrund ihrer lasziven Schönheit und ihrer erotischen Rollen wurde sie als „Königin der Verführung“ oder „Marilyn Monroe des Orients“ bezeichnet.
Später wirkte sie in zwei weiteren, heftig umstrittenen Filmen unter der Regie von Hassan al-Iman mit, in dem Filmdrama Shafiqa, die Koptin (Chafika el Keptia) (1963) und in dem Filmdrama Al Rahiba (1965). In beiden Filmen spielte Rostom eine Christin mit einer unstillbaren Lebenslust, die ihr nichtkonformes Auftreten mit sozialer Isolation bezahlt.
Ende der 1950er Jahre war Rostom in zwei Filmen von Salah Abu Seif, einem Pionier des Neorealismus im ägyptischen Kino, zu sehen. In dem Melodram El Anam (1957) spielte sie, an der Seite von Faten Hamama, Omar Sharif und Yehia Chahine die Rolle der Kawthar, die Freundin der weiblichen Hauptrolle. 1959 wirkte sie in Abu Seifs Film Bayn el samaa wa el ard mit, einer Schwarzen Komödie über eine Gruppe von Passagieren, die in einem Fahrstuhl steckenbleiben.
Ein Höhepunkt ihrer Karriere war 1958 ihre Hauptrolle in dem Filmklassiker Tatort… Hauptbahnhof Kairo (باب الحديد, DMG Bāb al-ḥadīd) von Youssef Chahine. Sie spielte die wilde, unbeherrschte und unbeugsame Limonadenverkäuferin Hanuma, die den von Chahine gespielten Zeitungsverkäufer Qinawi in den Liebeswahn treibt. Mit dieser Rolle war Rostom auch in deutschen Kinos zu sehen.
Im Verlauf ihrer Karriere spielte Rostom in über 70 Filmen in fast allen Filmgenres: in Filmkomödien, Melodramen, Action-Filmen und Filmbiografien. Ab Mitte der 1960er Jahre übernahm Rostom auch ruhigere, gesetztere Frauenrollen, so ihre Rolle als Mokhtar in dem Filmdrama El Khouroug min el guana (1967) von Mahmoud Zulfikar. Sie verkörperte darin die geduldige und helfende Ehefrau eines leichtfertigen, arbeitslosen Sängers.
1979 beendete Rostom ihre Karriere als Filmschauspielerin. Sie zog sich daraufhin auch weitgehend aus der Öffentlichkeit zurück. Im Dezember 2002 lehnte sie das Angebot ab, ihre Biografie zu schreiben; das Angebot war ihr von einem ägyptischen Satellitenkanal unterbreitet worden, der eine Fernsehserie über ihr Leben plante. Rostom lehnt mit der Begründung ab, sie habe sich aus der Öffentlichkeit zurückgezogen und ihr Privatleben gehe nur sie etwas an; sie werde ihre Lebensgeschichte auch nicht zu Medienzwecken gegen Geld verkaufen. Erst 2011 trat sie in der Fernsehshow Egypt Today wieder mit einem Interview an die Öffentlichkeit. Darin sprach sie auch über ihre bewusste Entscheidung, „mit Anfang Vierzig ihre Filmkarriere zu beenden“, um sich ihrer Rolle als Hausfrau und Mutter zu widmen.

## Privates
Rostom war zweimal verheiratet. In erster Ehe war sie mit dem Filmregisseur Hassan Reda verheiratet; aus dieser Ehe ging eine Tochter hervor. In zweiter Ehe heiratete Rostom den Arzt Mohammed Fayad. Rostom starb in den Abendstunden des 8. August 2011 im El Borg Medical Hospital im Stadtteil Mohandessin in Gizeh; sie war dort nach einem Herzinfarkt intensivmedizinisch behandelt worden. Die Begräbnisfeier für Rostom fand am 9. August 2011 in der Sayyida Zainab-Moschee in Kairo statt.

## Filmografie (Auswahl)
- 1949: Ghazal El Banat (غزل البنات)
- 1950: Baba Amin (بابا أمين, DMG Bābā Amīn)
- 1954: El sittat maarfoush yiktibu
- 1955: El Gassad
- 1955: Banat el lail
- 1957: Inta habibi
- 1957: Ibn Hamidu
- 1957: Tatort… Hauptbahnhof Kairo (باب الحديد, DMG Bāb al-ḥadīd)
- 1958: La Anam
- 1958: Ismail Yasseen fi mostashfet al-maganin
- 1959: Seraa fil Nil
- 1960: Bayn el samaa wa el ard
- 1963: Shafiqa, die Koptin (Chafika el Keptia)
- 1966: Talat loussuss (dt. Titel: Drei Räuber)
- 1965: El Rahiba
- 1967: El Khouroug min el guana
- 1971: Madrasatee al-hisnaa
- 1972: Wakr al-ashrar